# Menhir von Hohenleina
Der Menhir von Hohenleina, auch Menhir von Krostitz oder Die Steinerne Frau genannt, war ein vorgeschichtlicher Menhir bei Hohenleina, einem Ortsteil von Krostitz im Landkreis Nordsachsen. Um 1850 wurde der Stein gesprengt. Die Bruchstücke wurden in der Krostitzer Brauerei verbaut.

## Lage
Der Menhir befand sich an der südöstlichen Ecke der Kreuzung der Straße von Hohenleina nach Priester mit der Straße von Delitzsch nach Eilenburg. Die Felder in der Umgebung des Steins wurden als „Steinäcker“ bezeichnet.

## Beschreibung
Bei dem Menhir handelte es sich um einen aufgerichteten erratischen Block von unregelmäßiger Form. Er hatte eine Höhe von 137 cm. Über das Material liegen keine Angaben vor. Seine Gestalt soll an eine Frau mit einem Korb auf dem Rücken erinnert haben. Die Vorderseite wies offenbar eine künstliche Einkerbung in Form eines Schlüsselbundes auf. Eine genauere zeitliche Einordnung des Menhirs ist nicht möglich, da aus seiner näheren Umgebung keine Funde bekannt sind.

## Der Menhir in regionalen Sagen
Um den Stein rankt sich eine Sage, die mit seiner Gestalt zusammenhängt: Demnach soll eine Bäckersfrau zu einer Zeit der Teuerung heimlich Sand aus einer Grube geholt haben, um damit das Mehl für ihr Brot zu strecken. Da sie dies auch an einem Sonntag tat, wurde sie zur Strafe in Stein verwandelt. Nach einer Variante dieser Sage soll die Frau ihre Tat geleugnet haben und schwor, dass die zu Stein werden solle, wenn sie ihr Brot gestreckt haben sollte, was dann auch prompt geschah.